# 恰塔拉澤
恰塔拉澤是土耳其的城鎮，由宗古爾達克省負責管轄，位於該國北部，距離首府宗古爾達克10公里，海拔高度40米，主要經濟活動是採礦業，2010年人口8,678。